# Ang Chan II
Ang Chan II (Phnom Penh, 1792 - diciembre de 1834) fue rey de Camboya desde 1806 hasta su muerte. Al no haber tenido descendencia masculina fue sucedido por una de sus cuatro hijas, la Reina Ang Mey, puesta en el trono por los vietnamitas.
Ang Chan II era el hijo mayor de Ang Eng. Ang Eng murió en 1796 cuando Ang Chan II tenía sólo cinco años. El Príncipe Talaha Pok (Khmer: ចៅហ្វ៊ាប៉ុក, Tailandés: เจ้าฟ้าทะละหะ (ปก)) fue nombrado regente de Camboya. A Ang Chan II no se le permitió ir a Camboya hasta que Pok murió en 1806.
En 1806, Ang Chan II fue coronado rey por los siameses. Sus dos hermanos, Ang Em y Ang Snguon, eran pro-siameses. Para obtener el poder de los dos hermanos, Ang Chan se acercó a los vietnamitas. Al año siguiente, empezó a rendir homenaje a Vietnam. Dos funcionarios vietnamitas, Ngô Nhân Tịnh y Trần Công Đàn, vinieron a Longvek y le concedieron el título de Cao Miên quốc ("rey de Camboya").  
Los siameses exigieron a Ang Chan que nombrara a Ang Snguon y Ang Em como el uprayorach y el ouparach respectivamente, pero Ang Chan se negó. En 1811, con la ayuda de los siameses, Ang Snguon lo derrocó. Ang Chan huyó a Saigón. Sus dos hermanos fueron nombrados regentes por los siameses. En 1813, un ejército vietnamita bajo el mando de Lê Văn Duyệt invadió Camboya y capturó Oudong. Ang Chan regresó con el ejército vietnamita. Ang Em y Ang Snguon huyeron a Bangkok. Después de la rebelión, Camboya fue puesta bajo la protección de Vietnam. Los vietnamitas construyeron dos castillos, Nam Vang (Nom Pen) y La Yêm (Lvea Aem), para estacionar sus fuerzas. 1000 hombres bajo Nguyễn Văn Thoại fueron enviados a Phnom Penh para "protegerlo". 
Se le ordenó recoger las Crónicas Reales Camboyanas en 1818.
En 1819, Ang Chan envió 5.000 trabajadores Khmer para reconstruir el canal vietnamita Vĩnh Tế. Una rebelión antivietnamita estalló al año siguiente, pero fue sofocada por el ejército vietnamita. Ang Chan murió en 1834, su segunda hija Ang Mey fue instalada como reina. 